# Neuhaus am Rennweg

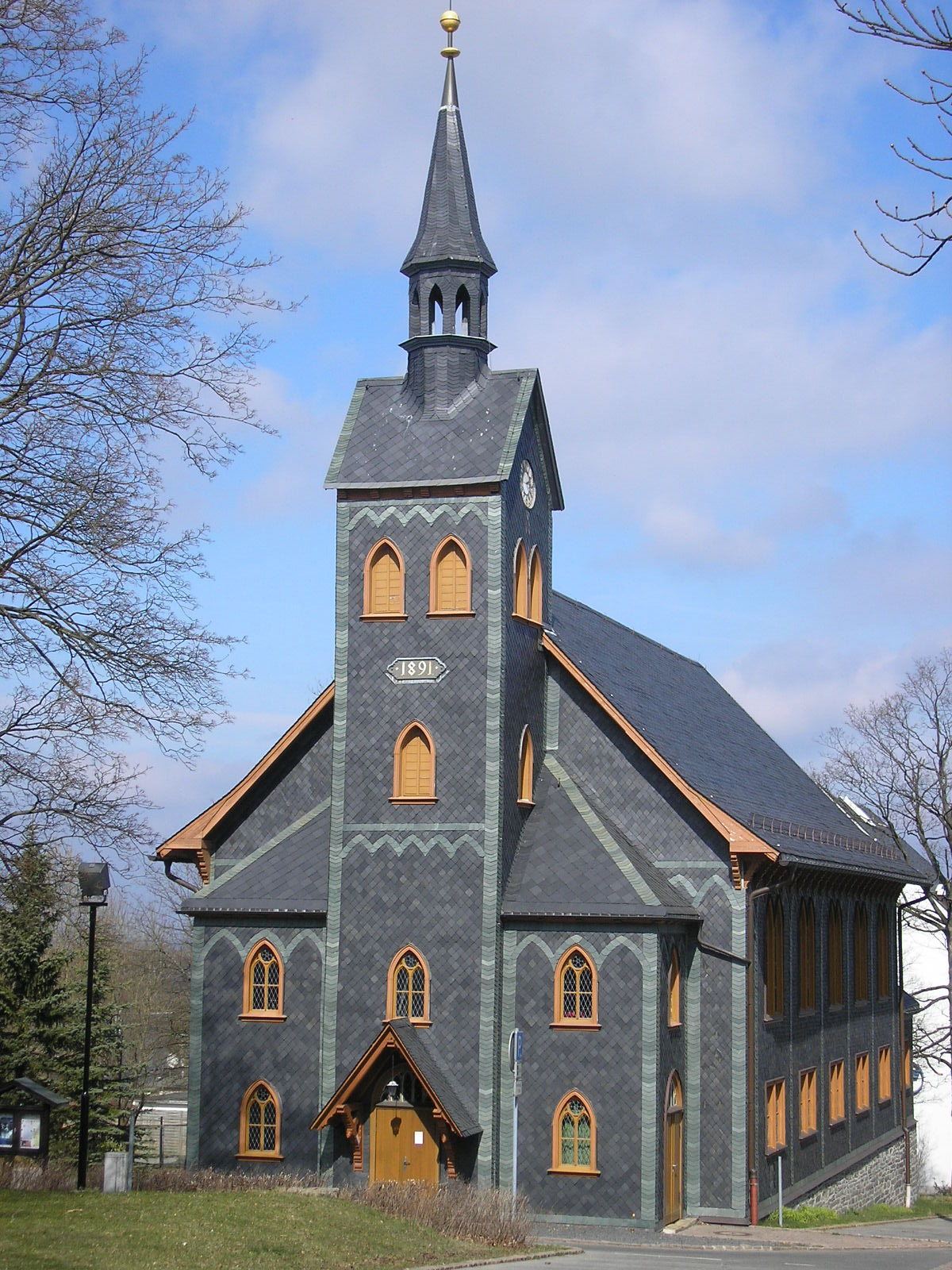
De kerk van Neuhaus am Rennweg

Neuhaus am Rennweg is een stad in de Duitse deelstaat Thüringen, en maakt deel uit van de Landkreis Sonneberg. Neuhaus am Rennweg telt 8.808 inwoners.

## Geografie
De stad ligt in het Thüringer Schiefergebergte, direct aan de Rennsteig. Neuhaus is een van de hoogstgelegen plaatsen van Thüringen. Toen Neuhaus kreisstadt was, sprak men van de hoogstgelegen kreisstadt van de DDR. Het deel ten zuiden van de Rennsteig wordt door de Steinach ontwaterd, terwijl het noordelijke deel in het stroomgebied van de Schwarza ligt.

## Geschiedenis
Het stadsgebied van de stad Neuhaus am Rennweg wordt gevormd door de nederzettingen Neuhaus en sinds 1 april 1923 Igelshieb in het zuiden en Schmalenbuche in het noordoosten. Op 1 december 2011 werd de voorheen zelfstandige gemeente Steinheid met haar ortsteilen Limbach en Neumannsgrund geïntegreerd. Met ingang van 1 januari 2013 werden de voorheen zelfstandige gemeenten Scheibe-Alsbach en Siegmundsburg geîntegreerd. Op 1 januari 2019 werden ook de gemeenten Lichte en Piesau, die deel hadden uitgemaakt van de op die dag opgeheven Verwaltungsgemeinschaft Lichtetal am Rennsteig, opgenomen.

## Geboren in Neuhaus am Rennweg
- Manuela Henkel (1974), voormalig langlaufster
- Mark Kirchner (1970), voormalig biatleet